# Йоло
Йоло (на английски: Yolo) е окръг в Калифорния, Съединените американски щати. Окръжният му център е град Удланд. 
Намира се в Централната калифорнийска долина. В окръг Йоло е развита многомилионна индустрия за производство на домати. Окръгът държи 90% от пазарния дял на консервираните и обработените домати в САЩ.

## Население
Окръг Йоло е с население от 168 660 души. (2000)

## География
Има обща площ от 2649 км2 (1023 мили2).

## Градове
- Дейвис
- Западен Сакраменто
- Удленд
- Уинтърс

## Други населени места
- Брукс
- Йоло
- Кларксбърг
- Найтс Лендинг
- Плейнфийлд
- Фримонт